# José Pablo García Castany
José Pablo García Castany, né le 30 août 1948 à Gérone (Catalogne, Espagne) et mort le 16 juin 2022, est un footballeur espagnol qui évoluait au poste de milieu de terrain.

## Biographie
Entre 1966 et 1969, il joue au CD Condal.
Il joue avec le FC Barcelone à partir de 1969. Il remporte la Coupe d'Espagne en 1971.
En 1972, il est recruté par le Real Saragosse. Il met un terme à sa carrière en 1977.

## Palmarès
- Vainqueur de la Coupe d'Espagne en 1971 avec le FC Barcelone